# الروادية

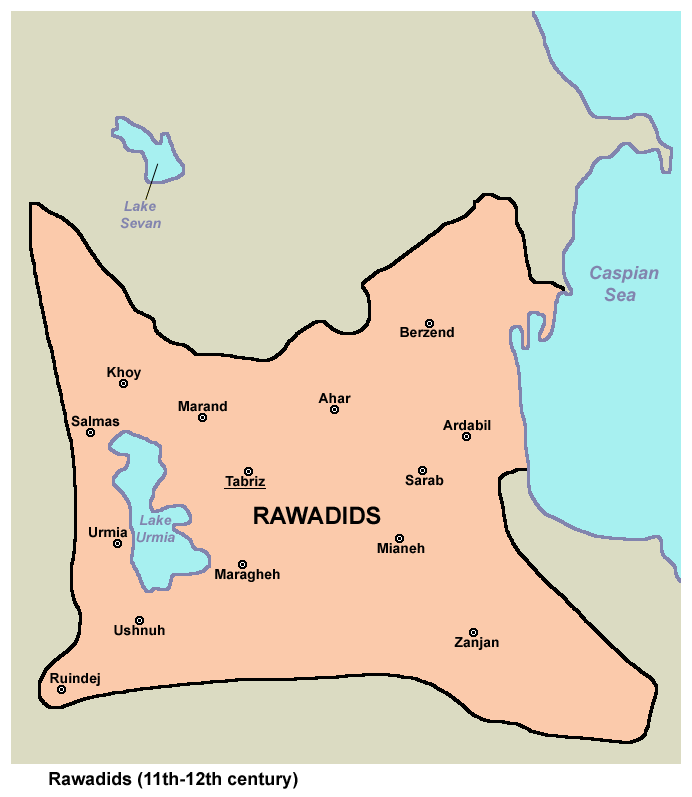

السلالة الروادية أو الروّاديون (955-1071) سلالة حاكمة من أصول كُرديّة وعربية حكموا تبريز ومراغة واردبيل (آذربيجان) وديوين ببلاد اران (أرمينيا) واليهم ينتسب رجال ساهموا في التأريخ الإسلامي بدأ بمحمد بن حسين الروادي إلى السلالة الايوبية في الشام ومصر. وفي عام 957 اسسوا إمارة في تبريز اشتهرت بالروادية ودامت حتى عام 1070 لحين ظهور السلاجقة والغزو في إيران وسيطرتهم على مقاليد الخلافة ببغداد.

## النسب
ذكر ابن خلكان وابن الأثير أن الروادية فخذ من الأكراد الهذبانيون. وذكر ابن الأثير في كتابه الكامل في التاريخ أن "الرواديون كانوا من أنبل الأكراد".

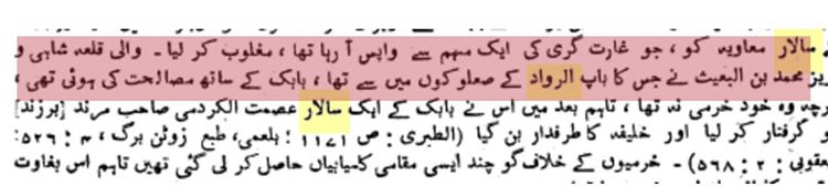
وثيقة باللغة الفارسية مختصرها ان الرواديين فرع من بني سلار

وذُكر في الموسوعة العربية أن الروّاديون فرع من أسرة كردية أخرى تعرف ببني سلاّر.
وحسب الأستاذ الجامعي والمؤرخ السوري شاكر مصطفى، ينتسب الرواديون إلى العرب اليمانيين من قبيلة الازد العربية، ولكنهم بمرور الأيام ولكونهم قلة في تلك المنطقة، أتخذو الطابع الكردي في بعض أحوالهم.

## قائمة الأمراء
- محمد بن حسين الروادي (؟ - ج. 953؟)
- أبو الهيجاء الحسين الأول (955–988)
- أبو الهيجاء مملان الأول (988–1000)
- أبو نصر الحسين الثاني (1000–1025)
- أبو منصور وحشودان (1025–1058/9)
- أبو نصر مملان الثاني (1058/9–1070)
- أحمد بن إبراهيم بن وحشودان (في المراغة) (حوالي 1100-1116): وآخرهم أمير مراغة أحمديل بن الحسين الروادي الكردي جد سلالة (أتابك مراغة) صاحب الحروب الشهيرة مع الروم والصليبيين خصوصًا في موقعة تل بشير ضد جوسلين والمتوفي ببغداد.

وهم من العرب الذين تكردوا لاحقا الرحل يقطن بعضهم في جبال برادوست ضمن ناحية سيدكان التابعة لمحافظة اربيل. ولفظة الروند (ره‌وه‌ند) تعني القبيلة الرحالة. مواطن هذا الفرع تمتد من سهل اربيل في العراق إلى اطراف بحيرة اورمية داخل إيران. وكانت مشاتى ومصايف قبيلة الروادية وهم قد تكردوا فانضموا لفخذ من الهذبانية  القبيلة الكردية العظيمة التي يتفرع منها سلالة الايوبيين والقائد صلاح الدين الايوبي سلاطين مصر والشام. تقع في نفس الرقعة الجغرافية الحالية بأمتداد أكبر نحو نهر اراس (داخل حدود أرمينيا وآذربيجان).